# Chatô, o Rei do Brasil (livro)

“
 (…) ...Indiferente às advertências, seguia como se nada o ameaçasse. Dividia o tempo entre a
embaixada do Brasil em Londres - cargo para o qual havia sido nomeado pelo presidente
Juscelino Kubitschek no final de 1957 - e o comando de seus negócios no Rio e em São Paulo.
Para desconforto do ministro das Relações Exteriores, seu velho amigo Horácio Lafer, o
tempo que passava no Brasil era infinitamente maior que o dedicado à embaixada. Altos
funcionários de carreira do Itamaraty, inconformados com a entrega de um dos mais
importantes postos da Chancelaria a um estranho à corporação, eram os primeiros a ironizar
seu desempenho...”

— Chatô, o Rei do Brasil
Chatô, o rei do Brasil é um livro biográfico escrito por Fernando Morais e lançado em 1994. A obra retrata a vida de Assis Chateaubriand, fundador dos Diários Associados e um dos homens mais influentes e polêmicos do Brasil no século XX. Também foi o responsável por trazer a televisão ao Brasil que teve sua estreia em 3 de abril de 1950 em uma transmissão aos aparelhos instalado no saguão do prédio dos Diários Associados.
A publicação foi transformada em filme com o mesmo nome, começou a ser produzido em 1995 com estreia em 2015. Foi dirigido por Guilherme Fontes, tendo como protagonistas os atores Walmor Chagas e José Lewgoy.